# Ab Aeterno
«Ab Aeterno» es el noveno episodio de la sexta temporada de la serie de televisión Lost. Dirigido por Tucker Gates y escrito por Melinda Hsu Taylor y Greggory Nations, fue transmitido el 23 de marzo de 2010 por ABC en Estados Unidos y por CTV en Canadá.

## Trama

### 1867
Este capítulo se centra en Richard (Nestor Carbonell) o Ricardo. Ricardo vivía en Tenerife, islas Canarias (España), hasta 1867, junto con su esposa Isabella (Mirelly Taylor), quien estaba muy enferma. La medicina que le podía salvar la vida a Isabella tenía un precio muy alto y, tratando de obtenerla, por accidente mató al médico que la vendía. Ricardo no logró salvar a su amada y además fue encarcelado por asesinato.
En la prisión, Richard lee la Biblia en inglés. En ese momento, llega un sacerdote (Juan Carlos Cantu) y, ante sus preguntas, Ricardo le responde que el planea viajar al nuevo mundo. Luego, el padre le dice que si está listo para confesarse y Richard le responde que sí. Primero se inclina y le dice que ha pecado al asesinar a un hombre y que quiere que lo perdone, pero el padre le dice que no; al oír esto Richard se sorprende y el sacerdote le dice que su pecado fue muy grave y que deberá ser ahorcado. Sin embargo, es vendido como esclavo al capitán Magnus Hanso, que va al Nuevo Mundo y necesita personal que entienda el inglés.
Mientras Ricardo va esclavizado en el barco "Black Rock", hay una fuerte tormenta. Un hombre logra ver por un agujero y dice ver tierra, luego menciona que ha visto al diablo, refiriéndose a la estatua egipcia de la isla. El barco, impulsado por una ola gigante, se estrella con la estatua que se rompe. En la isla, los esclavos sobrevivientes son asesinados uno a uno por el almirante, quien trata de justificarse diciendo que queda poca agua y pocos alimentos. Cuando está a punto de matar a Ricardo aparece el Humo Negro. El almirante observa manchas de sangre en su atuendo y es arrastrado por el monstruo. Ricardo pasa tiempo tratando de liberarse de las cadenas y llega a ver a su esposa quien intenta liberarlo, pero se siente nuevamente el Humo Negro. Ricardo le pide a su esposa que corra, pero ella es atrapada por el Monstruo. Luego entra el Humo Negro a la cabina, observa detenidamente a Ricardo y luego se va. Al paso de unos días Richard estaba moribundo, pero finalmente llega el némesis (Titus Welliver) de Jacob, quien lo libera con una llave de uno de los oficiales. Después le cuenta que es el Humo Negro y afirma que Jacob es el diablo y tiene a su esposa. Le propone que se una a él y le pasa una daga diciéndole que para recuperar a su esposa debe matar a Jacob, enterrándole la daga en el pecho antes de que este le hable (lo mismo que Dogen le dijo a Sayid para matar al hombre que usa el cuerpo de John Locke). 
Richard va donde Jacob (Mark Pellegrino), quien le da una paliza y le pregunta por qué iba a matarlo. Ricardo le cuenta lo que le dijo el némesis y cree estar seguro de estar en el infierno. Al oír esto, Jacob toma a Ricardo y comienza a sumergirlo en el agua repetidas veces y le pregunta si aún creía que estaba muerto y cuando Ricardo le dice que "no", lo suelta. Luego Jacob le dice que el némesis es la maldad o el mal y las tinieblas; mientras que él (Jacob) es el guardián que lo mantiene atrapado en esa isla; utiliza un símil entre una botella de vino y el infierno, diciendo que el tapón (la isla) es la tapadera del vino (el infierno y la oscuridad), para evitar que lleve la destrucción al mundo. Le explica que siempre compiten sobre las personas y su elección del bien y el mal, pero que a él no le gusta intervenir y solo quiere que las personas se ayuden a sí mismas. Jacob le propone a Ricardo ser su "representante" frente a quienes lleguen a la isla y Ricardo le pide algo a cambio: que reviva a su esposa. Jacob dice que no tiene poder para ello; después Ricardo le pide que le quite sus pecados y Jacob contesta que tampoco puede hacer eso; finalmente le dice le dé vida eterna y Jacob dice que eso sí lo puede hacer.
Luego Ricardo vuelve a la jungla y el némesis lo mira y le dice que lo escuchó. Le dice que lamenta cómo actuó pero que su propuesta sigue en pie; Ricardo mira hacia un lado y luego se vuelve y el Humo Negro ya no estaba.

### 2007
Jack (Matthew Fox) y el resto del grupo sigue a Ilana (Zuleikha Robinson) en la playa, discutiendo cual será el siguiente paso. Ilana le dice a Jack que Jacob le había instruido que Richard sabría la respuesta (hay un flashback, donde se ve cómo Jacob le pide ayuda a Ilana y le da instrucciones sobre proteger a los candidatos). 
Luego de consultarle a Richard qué deben hacer, este pierde el control de sí mismo y dice que no sabe nada y que la isla "es el infierno". Huye de la presencia de Ilana y las demás personas. Luego de su partida Hugo (Jorge Garcia) habla con un espíritu y va tras Richard.
Richard va al lugar donde habló con el némesis de Jacob para unirse con él, pero Hugo lo alcanza y lo comunica con el espíritu de su esposa, diciéndole que siempre han estado y estarán juntos, con lo que Richard recupera sus esperanzas. Finalmente, Hugo le dice que la esposa le pide que no deje escapar al némesis de Jacob, ya que si este sale de la isla todos se irán al infierno.